# Ascot Corner
Pour les articles homonymes, voir Ascot.
Ascot Corner est une municipalité du Québec, située dans la municipalité régionale de comté (MRC) du Haut-Saint-François en Estrie.

## Histoire

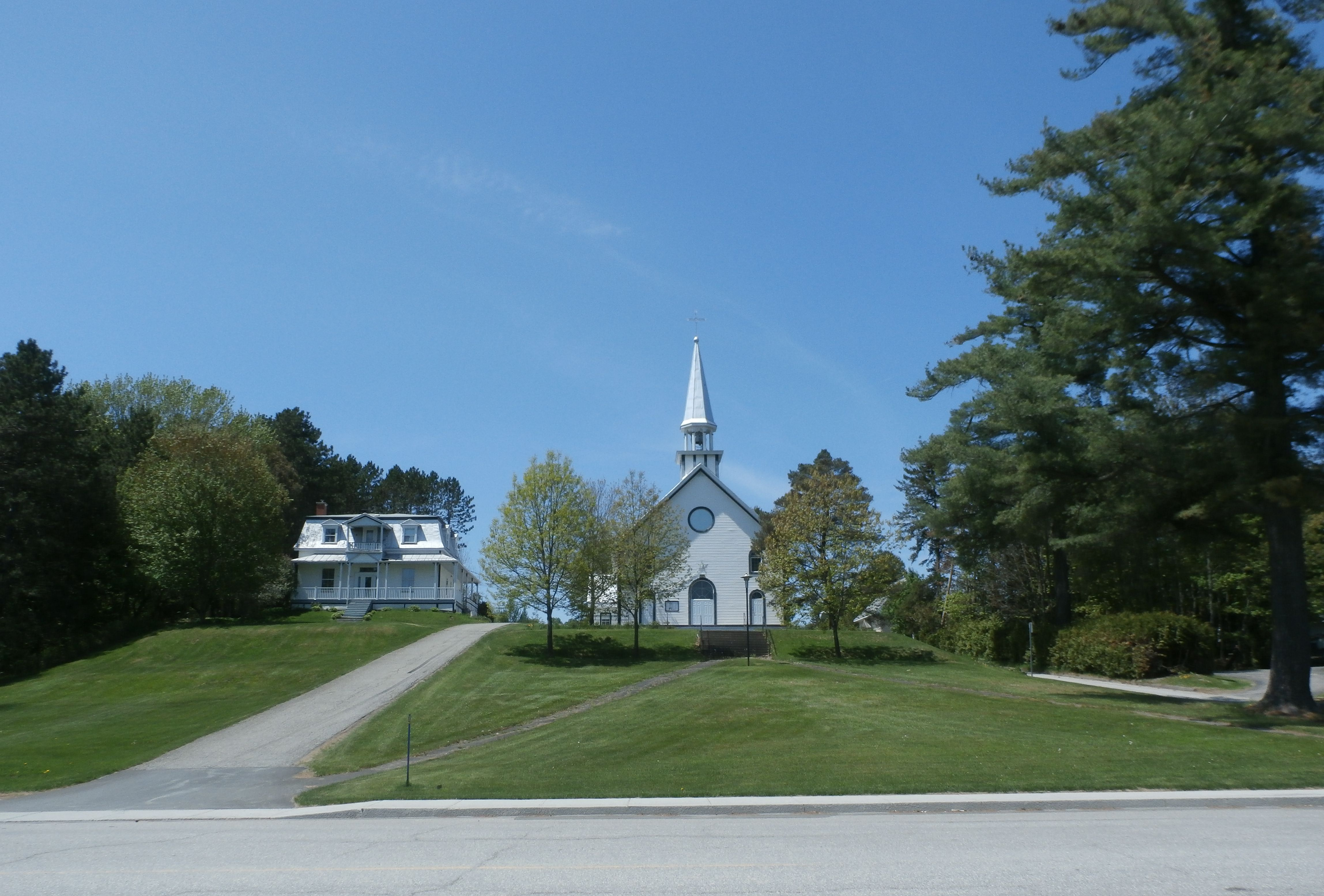
Église catholique de la paroisse Saint-Stanislas d'Ascot Corner.

Ascot Corner, une municipalité constituée le 28 mars 1901, doit son nom à une petite ville d'Angleterre, Ascot, et "Corner" au fait qu'elle est située à la rencontre de quatre cantons : Ascot, Stoke, Eaton et Westbury.
L'un des premiers colons d'Ascot Corner serait George Stacey (1804-1862) qui fut envoyé au Bas-Canada pour éviter la prison. Son père, fonctionnaire à Londres aurait pris cette mesure à la suite de plusieurs dettes accumulées par son fils au jeu. On remplaça sa pierre tombale, celle de sa femme et de 53 autres pionniers en 2007, les anciennes étant presque effacées.

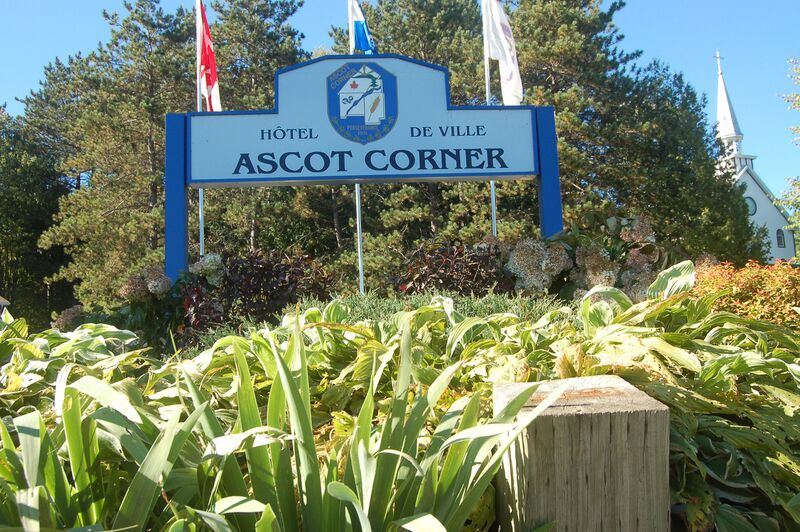
Lizin, C. (2021). Hôtel de ville d’Ascot Corner

## Géographie
Ascot Corner se trouve sur la route 112 à l'est de la ville de Sherbrooke, principal centre économique de l'Estrie. La rivière Saint-François traverse le centre de la municipalité et sa géographie, modelée par la période glaciaire, est typique de cette région.

## Démographie
| 1991  | 1996  | 2001  | 2006  | 2011  | 2016  | 2021  |
| ----- | ----- | ----- | ----- | ----- | ----- | ----- |
| 2 248 | 2 280 | 2 342 | 2 595 | 2 891 | 3 158 | 3 368 |

## Administration
Les élections municipales se font en bloc pour le maire et les six conseillers: Sylvie Boucher, Alain Marc Rondeau, Stéphane Baillargeon, Lisa Cadorette, Hélène Bédard.
| Ascot Corner Maires depuis 2001                                                                                      |                      |                                                     |          |
| Élection | Maire                | Qualité                                             | Résultat |
| 2001 | Johanne Blais-Demers |                                                     | Voir     |
| 2005 | Fabien Morin         |                                                     | Voir     |
| 2009 | Normand Galarneau    |                                                     | Voir     |
| 2010 | Nathalie Bresse      | Candidate défaite à la mairie en 2009               | Voir     |
| 2013 | Nathalie Bresse      | Candidate défaite à la mairie en 2009               | Voir     |
| 2017 | Nathalie Bresse      | Candidate défaite à la mairie en 2009               | Voir     |
| 2021 | Eric Mageau          |                                                     | Voir     |
| mai. 2022 | Stéphane Ballairgeon | Maire suppléant                                     | Voir     |
| sept. 2022 | Nathalie Bresse      | Remporte avec 91,73% de votes lors d'une partielle. | Voir     |
| Élection partielle en italique Depuis 2005, les élections sont simultanées dans toutes les municipalités québécoises |                      |                                                     |          |

## Loisirs et urbanisme
Ascot Corner possède un centre communautaire moderne, une bibliothèque municipale, une piscine municipale,trois parcs dotés d'un terrain de baseball, de terrains de soccer et deux patinoires

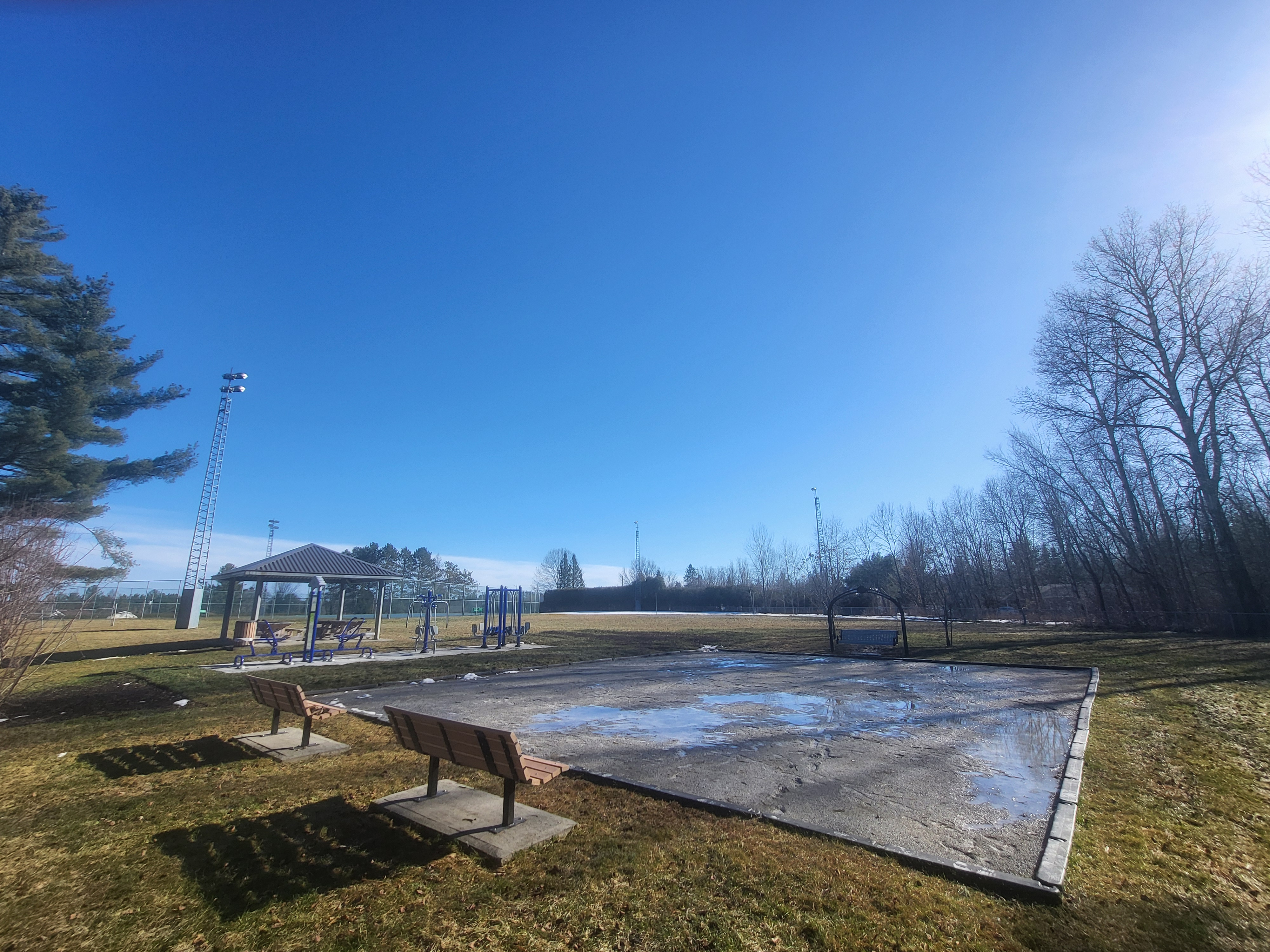
Parc Dubreuil
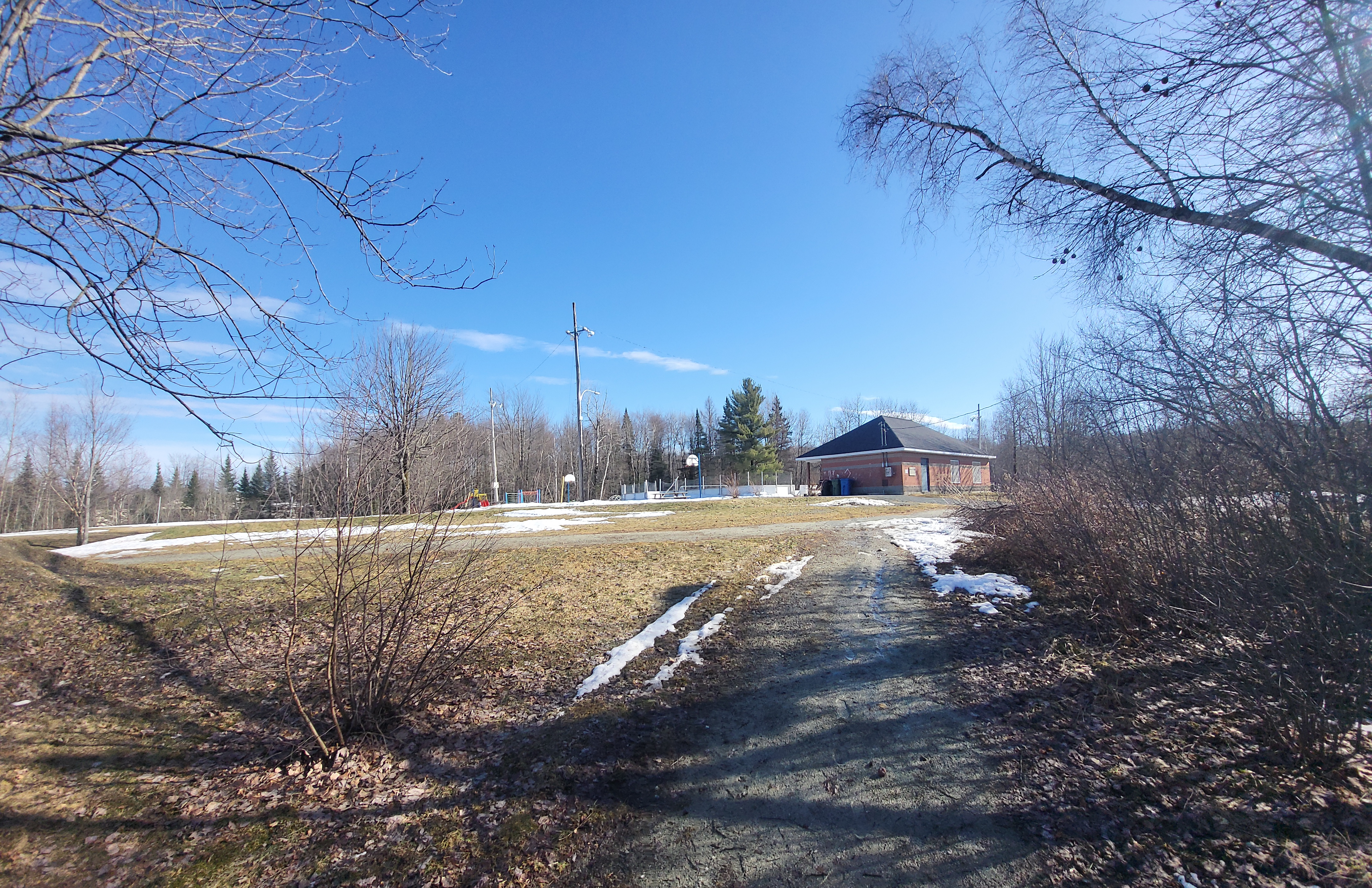
Parc Goddard
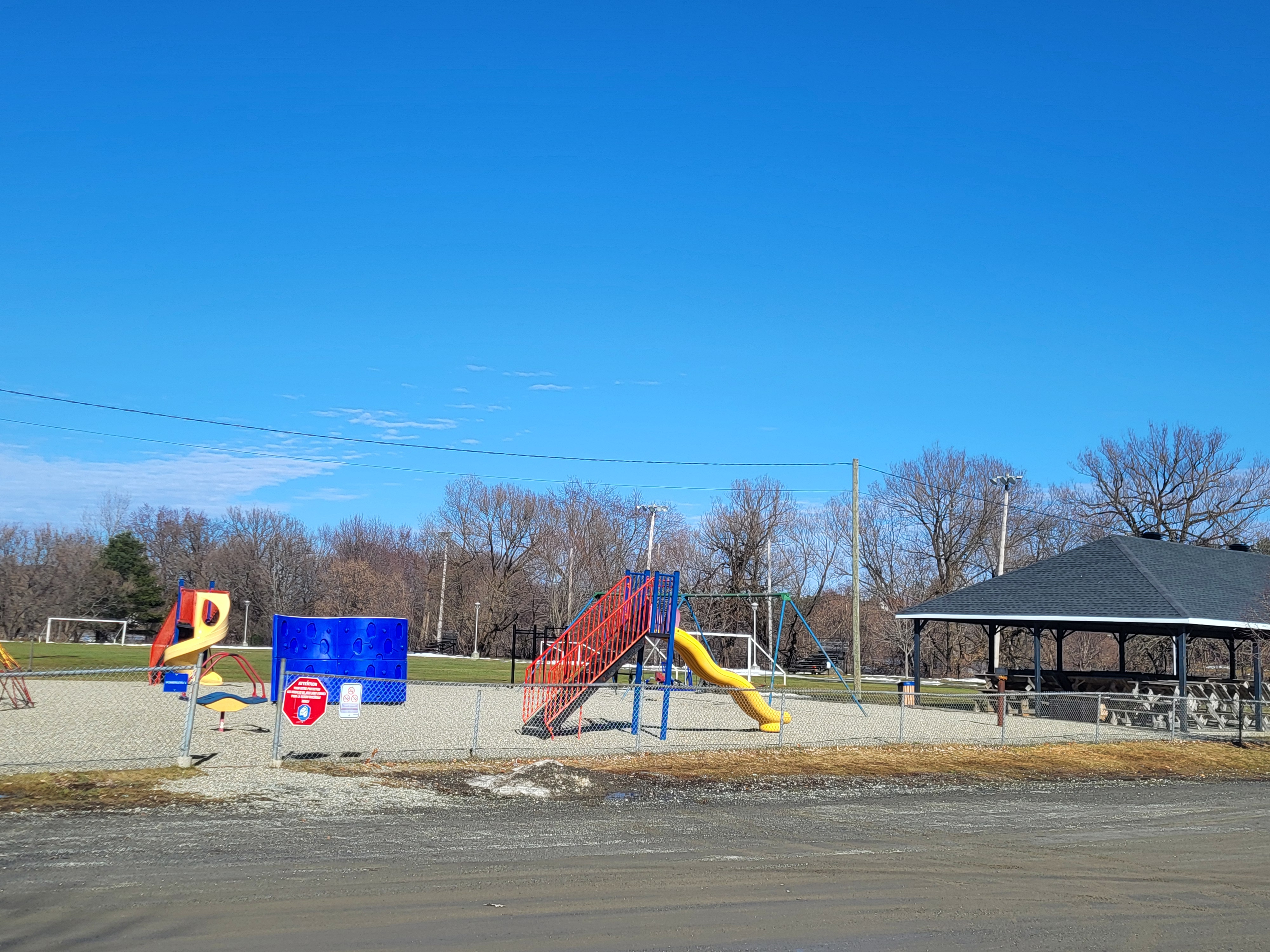
Parc Pomerleau

## Société
Ascot Corner compte une dizaine d'organismes communautaires et de loisirs.

## Tourisme
Ascot Corner fait partie du circuit des sheds panoramiques, un parcours de 150 km à travers le Haut-Saint-François. Ce circuit comprend plusieurs sheds offrant des points de vue sur les paysages de la région. La halte d’Ascot Corner est située tout près de la rivière Saint-François.